# SA 4503
SA 4503 je agonist sigma receptora.

## Literatura
1. ↑   уреди
2. ↑  Evan E. Bolton; Yanli Wang; Paul A. Thiessen; Stephen H. Bryant (2008). „Chapter 12 PubChem: Integrated Platform of Small Molecules and Biological Activities”. Annual Reports in Computational Chemistry. 4: 217—241. doi:10.1016/S1574-1400(08)00012-1.
3. ↑  Matsuno K, Nakazawa M, Okamoto K, Kawashima Y, Mita S (1996). „Binding properties of SA4503, a novel and selective sigma 1 receptor agonist”. European journal of pharmacology. 306 (1-3): 271—9. PMID 8813641. doi:10.1016/0014-2999(96)00201-4.
4. ↑  Skuza G, Rogóz Z (2006). „The synergistic effect of selective sigma receptor agonists and uncompetitive NMDA receptor antagonists in the forced swim test in rats”. J. Physiol. Pharmacol. 57 (2): 217—29. PMID 16845227.

## Spoljašnje veze
- SA+4503 на 